# Spontanism
Spontanism har som konstterm, i bland annat Sverige och andra skandinaviska länder, använts som beteckning på stilar inom den informella konsten och abstrakta expressionismen, som efter andra världskriget växte fram i Europa och USA, i synnerhet det särskilt spontana och intuitiva förhållningssätt till skapandet som karaktäriserar tachism och action painting.
Det är en måleriskt expressiv, abstrakt stil, där stort utrymme ges för slumpens inverkan under skapandeprocessen genom att inkludera metoder som inte ger konstnären full kontroll över utvecklingen av verket.
I spontanismen är den skapande handlingen en stor del av konstverket. Man tar i det också fasta på tankar om automatism, att konstnären genom att inte ha ett i förväg bestämt slutresultat i sinnet, ger möjlighet åt djupare nivåer i medvetandet att påverka uttrycket i konstverket under skapandets gång.
Senare har dock beteckningen spontanism mest kommit att fokusera på stiluttrycket i färg och form.